# Philip H. Hayes
Philip Harold Hayes, född 1 september 1940 i Battle Creek, Michigan, död 20 december 2023 i Evansville, Indiana, var en amerikansk politiker (demokrat) och jurist. Han var ledamot av USA:s representanthus 1975–1977.
Hayes efterträdde 1975 Roger H. Zion som kongressledamot och efterträddes 1977 av David L. Cornwell.